# Invitational
Een Invitational golftoernooi is een golftoernooi met een speciale 'Invitational status'.
Professional spelers zijn ingedeeld in categorieën die gebaseerd zijn op hun prestaties in het verleden. Iedere Tour heeft een eigen lijst. Categorie 1 is de hoogste categorie.
Bij een normale Tour-wedstrijd kunnen alle spelers zich inschrijven. Afhankelijk van het aantal plaatsen in het toernooi en het aantal spelers dat zich wel of niet inschrijft, komen de lager geplaatste spelers minder vaak aan de beurt dan de hoger geplaatste spelers. Bij een Invitational worden meestal de (maximaal 80) hoogstgeplaatste spelers van het voorgaande seizoen uitgenodigd en wordt het spelersveld gecompleteerd met spelers die de commissie wil uitnodigen.
Op de Amerikaanse PGA Tour worden de bekendste Invitationals gespeeld maar ook andere landen erkennen de status, bijvoorbeeld:

## PGA Tour
- Buick Invitational (heet sinds 2010 het Farmers Insurance Open), in januari
- Arnold Palmer Invitational sinds 1966, in maart
- Crowne Plaza Invitational at Colonial sinds 1946, in mei
- Bridgestone Invitational sinds 1999, in augustus

Voorheen
- Gleneagles-Chicago Open Invitational, 1958-1959
- Milwaukee Open Invitational, 1955-1961
- Baton Rouge Open Invitational, 1952-1962
- Thunderbird Invitational, 1959-1962
- St. Paul Open Invitational, 1930-1969
- Doral CC Open Invitational, 1962-1971, in februari of maart
- Phoenix Open Invitational, 1957-1971

## PGA Holland Tour
- Delfland Invitational: 2007-2010

## Japan Golf Tour
- Invitational Sega Sammy Cup sinds 2005

## Tour de las Americas
- Carlos Franco Invitational sinds 2004